# Возница (фильм)
«Возница», или «Призрачная повозка» (швед. Körkarlen) — философская немая кинопритча шведского режиссёра Виктора Шёстрёма, вышедшая в 1920 году. По характеристике Жоржа Садуля «самый знаменитый его фильм, хотя и не самое совершенное его произведение».

## Сюжет
Начало новогодней ночи. Сестра Эдит из Армии спасения умирает от туберкулеза. В последние часы своей жизни она просит позвать Давида Хольма — алкоголика, пришедшего издалека и «осевшего» в их городе. Выполнить просьбу отправляется человек по фамилии Густавссон.
Хольм с двумя собутыльниками празднуют на кладбище. За пять минут до начала нового года Хольм рассказывает друзьям историю про своего покойного друга Георга, большого весельчака, который мрачнел на каждый Новый год, потому что боялся умереть в новогоднюю ночь под бой часов. Есть легенда, что последний человек, умерший в прошедшем году, весь следующий год будет возить призрачную повозку, на которой души умерших отправляются в мир иной. Впоследствии с Георгом произошло именно это — он умер последним в прошлом году, так что сейчас теоретически выполняет функции возницы.
На этих словах к троице подходит Густавссон и просит Хольма пройти к сестре Эдит. Хольм отказывается. Густавссон уходит. Друзья начинают уговаривать Хольма. Завязывается драка, в которой Хольма случайно убивают прямо под бой часов. Поняв, что натворили, собутыльники убегают. Душа Хольма выходит из тела. К нему подъезжает призрачная повозка, на козлах которой сидит Георг — тот самый друг Давида. Он говорит, что сожалеет о том, что сделал с семейством Хольмов. Они вспоминают, что до встречи с Георгом и его друзьями Хольм был хорошим человеком и примерным семьянином, вместе с женой растил двух детей. Но однажды попал в их компанию, начал пить вместе с ними и потянул за собой своего брата, который в нетрезвом состоянии убил человека. В результате оба они сели в тюрьму. Давида вскоре выпустили. Вернувшись домой, он обнаруживает, что жена с детьми сбежала в неизвестном направлении. Он отправляется на их поиски по всей Швеции и через какое-то время попадает в город, где происходит основное действие. Именно здесь укрылась его семья. Хольм забредает на благотворительную акцию Армии спасения, где присутствуют его жена и дети. Госпожа Хольм тоже видит мужа (он её не замечает). Она просит сестру Эдит, организатора акции, не отдавать её Давиду. Хольм останавливается в доме ночного пребывания, в котором работает Эдит. Она считает своим долгом перевоспитать Хольма, но тот не поддается и продолжает пить до начала действия фильма.
После воспоминаний Георг отвозит Давида к умирающей Эдит, которая рада его видеть. Она умирает с улыбкой, и Георг говорит Давиду, что «о её душе позаботятся другие» (вероятно, ангелы). Давид раскаивается и просит Георга не забирать его душу. Георг разрешает ему вернуться в тело.
Воскреснув, Давид бежит домой к жене. Её депрессия и страх перед спившимся мужем привели к желанию покончить с собой. Она разводит в воде яд и собирается разбудить детей, чтобы выпить его вместе с ними. В этот момент в дом вбегает Давид и сообщает о своем раскаянии. Увидев его слезы, жена верит ему.

## В ролях
- Виктор Шёстрём — Давид Хольм
- Хильда Боргстрём — госпожа Хольм, жена Давида
- Тор Свеннберг — Георг
- Астрид Хольм — Эдит
- Конкордиа Селандер — мать Эдит
- Лиза Лундхольм — Мария, подруга и коллега Эдит
- Тор Вайден — Густавссон
- Айнар Аксельссон (в титрах указан как Айнар Аксельсон) — брат Давида Хольма
- Нильс Арен — тюремщик
- Симон Линдстранд — собутыльник Давида
- Нильс Эльффорс — собутыльник Давида

## Влияние
- В «Вознице» использован флэшбэк (ранее флэшбэк был использован режиссёром в фильме «Горный Эйвинд и его жена») — временное прекращение повествования сюжетной линии с целью демонстрации зрителю событий прошлого — прием, впоследствии ставший популярным.
- «Возница» стал любимым фильмом знаменитого шведского режиссёра Ингмара Бергмана и сильно повлиял на его творчество (например, «Час волка» также практически полностью представляет собой флэшбэк с аналогичной атмосферой).

## Факты
- Вместе с Шёстрёмом в написании сценария участвовала писательница Сельма Лагерлёф, известная главным образом по сказочной повести «Чудесное путешествие Нильса с дикими гусями».
- Свою последнюю роль Виктор Шёстрём сыграл в фильме Ингмара Бергмана «Земляничная поляна» (1957 год). Бергман заметил его именно благодаря «Вознице».